# Camila Giorgi
Camila Giorgi (Macerata, Italia, 30 de diciembre de 1991) es una exjugadora de tenis profesional italiana retirada en mayo de 2024. Su mejor ubicación en el ranking WTA fue llegar al N° 26 del mundo. Logró ganar 4 títulos en el circuito WTA. En 2018 logró su mejor resultado en torneos de Grand Slam al llegar a los cuartos de final de Wimbledon. Entrenó durante un tiempo en Equelite JC Ferrero Sport Academy.

## Vida familiar
Camila Giorgi nació en Macerata, Italia en el seno de una familia de inmigrantes argentinos. Sus padres son oriundos de la La Plata, Argentina. Sergio, su padre, es excombatiente argentino de la Guerra de Malvinas y su madre diseñadora de moda.
Su hermano mayor, Leandro está estudiando para ser actor y su hermano menor, Amadeus juega en la Serie D de la Liga Italiana. Camila es entrenada por su padre a tiempo completo, mientras que su madre le diseña los vestidos que utiliza en los partidos de tenis. Consideró emigrar a Israel en 2012, luego de que su padre iniciara negociaciones con la Asociación de Tenis de Israel sobre las condiciones financieras de su inmigración. Desde septiembre de 2013, la familia Giorgi reside en la ciudad italiana de Pisa.

## Carrera

### Junior
Luego de interesarse inicialmente en la gimnasia artística, Giorgi decidió dedicarse al tenis después de asistir a un entrenamiento de su hermano, cuando tenía cinco años. Su padre, Sergio, la sometió a un duro entrenamiento. Dos años más tarde, el campeón del Abierto de Francia de 1976, Adriano Panatta dijo de ella: "Es la primera vez que juego contra una chica que juega como André Agassi". En el año 2000, fue descubierta por el entrenador de tenis Nick Bollettieri, el cual le ofreció siete meses de formación en su academia, período de tiempo sólo ofrecido anteriormente a Maria Sharapova. En noviembre de 2005, llegó a la final del Nike Junior Tour, pero fue derrotada por Zuzana Luknárová de Eslovaquia. Giorgi alcanzó la final de la Sey Development Cup en la República Checa, y los octavos de final en el Astrid Bowl en Bélgica.

### Profesional
Su primera victoria como tenista profesional fue en el Torneo de la ITF de Katowice de 2009, derrotando a Ksenia Pervak en la final.

#### 2014
En abril de 2014 en el Torneo de Katowice, Giorgi derrotó a la campeona defensora Roberta Vinci, a la israelí Shahar Pe'er y a Carla Suárez Navarro para llegar a su primera final de la WTA, la cual perdió ante Alizé Cornet en tres sets, después de mantener un set point de en 5-4 en el tercer set. En Roma, Giorgi derrotó a la jugadora número 10 en el ranking, Dominika Cibulková en la primera ronda, pero perdió ante Christina McHale después de ganar el primer set. Giorgi finalmente venció a Alizé Cornet, quien la segunda cabeza de serie en el Torneo de Estrasburgo, después de perder dos partidos importantes con ella. En el Abierto de Francia, Giorgi derrotó a Bojana Jovanovski en la primera ronda, pero perdió ante la campeona de 2009, Svetlana Kuznetsova, en la segunda.

#### 2015
Giorgi obtuvo su primer título del Tour de la WTA en el Topshelf Open del año 2015 en Rosmalen, derrotando a Irina Falconi, la wild card holandesa Michaëlla Krajicek, a Yaroslava Shvedova en los cuartos de final, donde Giorgi salvó tres puntos de partido en la muerte súbita del último set, a la favorita local Kiki Bertens en las semifinales y a Belinda Bencic en la final. En el Torneo de Wimbledon, Giorgi fue la sembrada n.º 31 y derrotó a Teliana Pereira y Lara Arruabarrena en la primera y segunda rondas, respectivamente, y luego perdió ante Caroline Wozniacki en la tercera ronda.

#### 2018
En el inicio de la temporada de torneos sobre césped de este año, Giorgi fue la octava cabeza de serie en el Nottingham Open, pero fue derrotada en la primera ronda por Dalila Jakupović. En el Birmingham Classic, perdió en la segunda ronda de clasificación ante Océane Dodin. En el Torneo de Eastbourne, fue derrotada en la segunda ronda por la cabeza de serie, finalista en 2017 y eventual campeona, Caroline Wozniacki. En el Campeonato de Wimbledon, Giorgi avanzó a los cuartos de final por primera vez en su carrera, donde perdió ante la 25ª cabeza de serie, ex n.º 1 del mundo, seis veces campeona de Wimbledon y eventual finalista Serena Williams. Este año, Giorgi finalizó en el lugar 26 de la clasificación de la WTA.

#### 2021
Representando a Italia en los Juegos Olímpicos de Tokio, venció a la quinta cabeza de serie, Karolína Plíšková por segunda vez este año en la tercera ronda. Sin embargo, fue derrotada en los cuartos de final por la cuarta cabeza de serie y eventual medallista de bronce, Elina Svitolina.
En el Masters de Canadá en Montreal, obtuvo su primer triunfo en un torneo WTA 1000 sin ser cabeza de serie y la final más importante de su carrera a la fecha, sin haber pasado nunca más allá de la cuarta ronda en ningún torneo de este nivel. Eliminó a tres jugadoras rankeadas entre las 25 primeras del mundo, la cabeza de serie n.º 9, Elise Mertens en la primera ronda, la cabeza de serie n.º 7, Petra Kvitova en la ronda de 16, la cabeza de serie n.º 15 Coco Gauff en los cuartos de final y a Jessica Pegula en las semifinales. En la final, derrotó a la n.º 6 del mundo, Karolína Plíšková, para ganar su primer título WTA 1000, el título más importante de su carrera, convirtiéndose en la campeona con el ranking más bajo en Canadá desde que Serena Williams, siendo n.º 80 del ranking, se llevó el título en 2011. Con esta victoria, Giorgi regresó a estar ubicada entre las mejores 40 jugadoras en la clasificación individual de la WTA, subiendo cerca de 40 lugares en la clasificación, desde el n.º 71 al n.º 33 del mundo el 16 de agosto de 2021.

## Títulos WTA (4; 4+0)

### Inidivual (4)
| Leyenda                                |
| -------------------------------------- |
| Grand Slam (0)                         |
| Juegos Olímpicos (0)                   |
| WTA Finals (0)                         |
| WTA Elite Trophy (0)                   |
| P. Mandatory & Premier 5, WTA 1000 (1) |
| Premier, WTA 500 (0)                   |
| International, WTA 250 (3)             |

| No. | Fecha                 | Torneo           | Superficie | Oponente en la final  | Resultado        |
| 1.  | 14 de junio de 2015   | 's-Hertogenbosch | Hierba     | Belinda Bencic        | 7-5, 6-3         |
| 2.  | 14 de octubre de 2018 | Linz             | Dura (i)   | Ekaterina Alexandrova | 6-3, 6-1         |
| 3.  | 15 de agosto de 2021  | Montreal         | Dura       | Karolína Plíšková     | 6-3, 7-5         |
| 4.  | 26 de febrero de 2023 | Mérida           | Dura       | Rebecca Peterson      | 7-6(3), 1-6, 6-2 |

#### Finalista (6)
| No. | Fecha                 | Torneo     | Superficie | Oponente en la final | Resultado           |
| 1.  | 13 de abril de 2014   | Katowice   | Dura (i)   | Alizé Cornet         | 6-7(3), 7-5, 5-7    |
| 2.  | 12 de octubre de 2014 | Linz       | Dura (i)   | Karolína Plíšková    | 7-6(4), 3-6, 6-7(4) |
| 3.  | 12 de abril de 2015   | Katowice   | Dura (i)   | Anna Schmiedlová     | 4-6, 3-6            |
| 4.  | 10 de abril de 2016   | Katowice   | Dura (i)   | Dominika Cibulková   | 4-6, 0-6            |
| 5.  | 4 de agosto de 2019   | Washington | Dura       | Jessica Pegula       | 2-6, 2-6            |
| 6.  | 24 de agosto de 2019  | Nueva York | Dura       | Magda Linette        | 7-5, 5-7, 4-6       |

## Clasificación histórica
| Torneo               | 2009 | 2010  | 2011  | 2012  | 2013 | 2014  | 2015  | 2016  | 2017  | 2018  | 2019  | 2020 | 2021  | 2022  | 2023 | G–P       |
| -------------------- | ---- | ----- | ----- | ----- | ---- | ----- | ----- | ----- | ----- | ----- | ----- | ---- | ----- | ----- | ---- | --------- |
| Torneos Grand Slam   |      |       |       |       |      |       |       |       |       |       |       |      |       |       |      |           |
| Abierto de Australia | A    | A     | A     | A     | 1R   | 2R    | 3R    | 1R    | 1R    | 2R    | 3R    | 3R   | 2R    | 3R    | 3R   | 13–11     |
| Roland Garros        | A    | A     | A     | Q3    | 1R   | 2R    | 2R    | 2R    | 1R    | 3R    | A     | 1R   | 2R    | 4R    |      | 9–9       |
| Wimbledon            | A    | A     | 1R    | 4R    | 3R   | 2R    | 3R    | 1R    | 3R    | CF    | 1R    | NC   | 2R    | 1R    |      | 15–11     |
| U.S. Open            | A    | Q1    | Q2    | 1R    | 4R   | 1R    | 2R    | 1R    | 1R    | 2R    | 1R    | 2R   | 2R    | 2R    |      | 7–11      |
| Ganados–Perdidos     | 0–0  | 0–0   | 0–1   | 3–2   | 5–4  | 3-4   | 6-4   | 1–4   | 2–4   | 8–4   | 2–3   | 3–3  | 3–4   | 6–4   | 2–1  | 44–42     |
| Estadísticas anuales |      |       |       |       |      |       |       |       |       |       |       |      |       |       |      |           |
| Ganados-Perdidos     | 21–7 | 15–12 | 32–19 | 23–19 | 7–8  | 33–24 | 26-21 | 23-24 | 15-13 | 29-16 | 13-16 | 11-9 | 24-17 | 16-16 | 8-2  | 271 - 197 |
| Victorias %          | 75%  | 56%   | 63%   | 55%   | 47%  | 57%   | 55%   | 49%   |       |       |       |      |       | 50%   |      | 58%       |

## Títulos ITF: 5-2
| Leyenda             |
| ------------------- |
| Torneos de $100,000 |
| Torneos de $75,000  |
| Torneos de $50,000  |
| Torneos de $25,000  |
| Torneos de $10,000  |

| Resultado | N.º | Fecha                   | Torneo     | Superficie    | Oponente en la final | Marcador final |
| --------- | --- | ----------------------- | ---------- | ------------- | -------------------- | -------------- |
| Campeona  | 1.  | 31 de agosto de 2009    | Katowice   | Tierra batida | Ksenia Pervak        | 6-2, 6-3       |
| Campeona  | 2.  | 19 de noviembre de 2009 | Toronto    | Dura          | Anikó Kapros         | 4-6, 6-4, 6-0  |
| Finalista | 1.  | 16 de junio de 2010     | Bratislava | Tierra batida | Lenka Juríková       | 2-6, 1-6       |
| Campeona  | 3.  | 18 de octubre de 2010   | Rock Hill  | Dura          | Irina Falconi        | 6-3, 6-4       |
| Finalista | 2.  | 9 de mayo de 2011       | Raleigh    | Tierra batida | Petra Rampre         | 3-6, 2-6       |
| Campeona  | 4.  | 22 de mayo de 2011      | Carson     | Dura          | Alexa Glatch         | 7-6(4), 6-1    |
| Campeona  | 5.  | 16 de abril de 2012     | Dothan     | Tierra batida | Edina Gallovits-Hall | 6-2, 4-6, 6-4  |